# Duvaucelia
Duvaucelia Risso, 1826  è un genere di molluschi nudibranchi della famiglia Tritoniidae.

## Tassonomia
Il genere comprende le seguenti specie:
- Duvaucelia lineata (Alder & Hancock, 1848)
- Duvaucelia manicata (Deshayes, 1853)
- Duvaucelia odhneri J. Tardy, 1963
- Duvaucelia plebeia (G. Johnston, 1828)
- Duvaucelia striata (Haefelfinger, 1963)
- Duvaucelia taliartensis (Ortea & Moro, 2009)